# Xenomycetes laversi
Xenomycetes laversi là một loài bọ cánh cứng trong họ Endomychidae. Loài này được Hatch miêu tả khoa học năm 1962.